# LinuxChix
LinuxChix es una comunidad Linux orientada a las mujeres. Se formó para proporcionar apoyo técnico y social a las mujeres usuarias de Linux, aunque se alienta a los hombres a contribuir. Los miembros de la comunidad se conocen como "LinuxChix" o "Linux Chix" (plural) independientemente del género.

## Historia
LinuxChix fue fundada en 1999 por Deb Richardson, quien era escritora, técnica y webmaster en una firma de consultoría de código abierto. Su razón para fundar LinuxChix fue crear una alternativa a la "mentalidad de vestuario" de algunos otros grupos de usuarios y foros de Linux. Hay dos reglas básicas: "ser cortés y ser útil". 
LinuxChix comenzó como una lista de correo electrónico llamada grrltalk. El crecimiento de esta lista llevó al establecimiento de otras, comenzando con techtalk para discusiones técnicas y issues para la discusión de asuntos políticos de las mujeres. LinuxChix recibió atención cuando ZDNet publicó un artículo sobre ella, que posteriormente se publicó en Slashdot.

## Liderazgo y estructura
Deb Richardson supervisó las actividades de LinuxChix hasta 2001, cuando entregó la coordinación global y el alojamiento a la programadora y escritora de Melbourne Jenn Vesperman. Jenn Vesperman dirigió la comunidad en su mayor parte sin intervención, delegando casi todas las tareas, incluida la administración de la lista de correo y el mantenimiento del sitio web, a un grupo de voluntarios. El número de listas de correo se triplicó con newchix para los nuevos en Linux, courses para enseñar temas específicos y la lista de correo grrls-only (la única lista cerrada para hombres suscriptores) fundada por Val Henson en 2002. Aproximadamente al mismo tiempo, se creó un servidor LinuxChix IRC. 
El término LinuxChix se refiere a la organización centrada en el sitio web oficial, las listas de correo y los canales IRC. La organización no tiene estatus oficial, y el nombre lo utilizan otros grupos poco afiliados, incluidos varios capítulos locales, continentales y nacionales que operan de manera independiente. 
En abril de 2007, Mary Gardiner fue anunciada como nueva coordinadora, planeando servir hasta 2009, Sin embargo, renunció en junio de 2007. Actualmente, la organización está dirigida por tres voluntarios principales conocidos como los "Tres Chix" que son elegidos por votación popular. En agosto de 2007, Sulamita García, Akkana Peck y Carla Schroder fueron elegidas para estos cargos.

## Capítulos regionales
LinuxChix tiene más de 15 capítulos regionales en todo el mundo. En 2004, se fundó un capítulo en África. En marzo de 2007, en el Día Internacional de la Mujer, los dos capítulos de LinuxChix de Australia se unieron para formar un capítulo nacional llamado "AussieChix". El capítulo de Nueva Zelanda se estableció en febrero de 2007.

## Eventos
Algunos capítulos locales de LinuxChix tienen reuniones periódicas. Otros solo se encuentran en ocasiones especiales, como visitas de miembros no locales o en conjunto con conferencias técnicas. En 2007, los miembros del capítulo de Sydney organizaron un miniconf LinuxChix en linux.conf.au en la Universidad de Nueva Gales del Sur. Los eventos se llevan a cabo en otras ocasiones especiales; En 2005, por ejemplo, LinuxChix África organizó un evento para celebrar el Día de la Libertad del Software en la Universidad de Wits.  

### LinuxChix Labs
El capítulo indio de LinuxChix (también conocido como IndiChix) lideró una iniciativa para establecer laboratorios de Linux en varias ciudades de la India. Estos laboratorios proporcionan espacios equipados con PC y conexiones a Internet donde las mujeres pueden aprender más sobre Linux y colaborar en las contribuciones a la comunidad de software Libre. Los laboratorios se han puesto en marcha en Bangalore, Delhi, Mumbai y Pune.[cita requerida]